# ティーナ・カリーナ
ティーナ・カリーナ（1986年1月16日 - ）は、日本の女性シンガーソングライター。本名：田中 里奈（たなか りな）。愛称ティーナカちゃん。
大阪府池田市出身。宮城県仙台市在住。所属事務所はエドワード・エンターテインメント・グループ、レーベルは2015年まではデフスターレコーズであったが、同レーベル廃止後、キングレコードにて新譜発表。

## 来歴
父親がオペラ歌手で中学校の音楽教師、母親がピアノとエレクトーンの先生という音楽一家に育ち、母親の影響で幼稚園の頃からピアノを習う。楽器の腕はそこそこだったが歌はずっと好きで、小学校高学年の頃は、担任の教師が弾くギターに合わせてクラス全員でスピッツやサザンオールスターズの曲を歌ったり、当時流行っていたSPEEDやMAXを聴いたりしていた。中学に入学すると吹奏楽部に入部、演奏したカーペンターズのメロディに惹かれ、歌への思いが加速する。中学校3年生のときに母親にボイストレーニングに通うよう勧められ、大学受験前まで続ける。
大学進学後、同じ音楽スタジオに通っていたギターをやっている友人とユニットを結成、昼間は大阪市の阪急うめだ本店で海老せんべいの販売員のアルバイトをして夜間大学に通う生活の傍ら、ライブに出演するようになる。ライブに出るためにはオリジナル曲が要るということで、その頃に初めて曲を作った。大学卒業後も阪急うめだ本店で販売員を続け、サービス優秀販売員にも選ばれる実績を残しながら楽曲制作やライブ活動を行っていたが、もうすぐ25歳になろうかというときに祖父の一言がきっかけとなって本腰を入れて歌手を目指すことを決意する。
2011年3月上旬、25歳を迎えた時、ラストチャンスの気持ちで、音楽事務所50社にデモテープを送付する。5月中旬、その中の一社で仙台市を拠点とし、MONKEY MAJIKやGReeeeNを輩出した音楽事務所エドワード・エンターテインメント・グループから連絡を受け、契約を締結。2012年3月にはレコードレーベルがエピックレコードジャパンに決まり、これを受け活動拠点を仙台市に移す。デビュー前である2012年4月、POLAの企業CMソングとして「輝いて」が抜擢される。
2012年9月12日、エピックレコードジャパンからミニ・アルバム『ティーナ・カリーナ』をリリース、メジャー・デビューを果たす。当ミニ・アルバム収録楽曲「あんた」は、歌詞検索サイトや有線リクエストのランキングで上位にランクインするなど反響を呼び、10月17日にリカットシングルとして発売された。レコチョク発表の2012年最も泣けた歌第2位、USEN2012年間リクエストランキング第2位、USEN2012年総合ランキング第6位など、デビューからわずか3カ月にして様々なタイトルを獲得した。「あんた」「あかん」「しもた」関西弁恋唄3部作は累計で20万ダウンロードを売上。12月30日、「あんた」で第54回日本レコード大賞・新人賞にノミネートされる。
2014年夏から昭和時代の歌謡曲を今の時代に再現するコンセプトの「ひとり昭和歌謡祭」というコンサートを東北各地で開催している。
2017年、キングレコードより『ひとり昭和歌謡祭 ベスト・アルバム』を発表。
2019年5月1日（令和元年初日）、一般男性と結婚。2020年7月18日、第1子妊娠を報告。同年12月17日に長男を出産した。

## 人物像
「ティーナ・カリーナ」という芸名は、本名の『田中里奈』（たなか りな）をもじったものである。すなわち「田中里奈（本名）」→「T中里奈」→「ティーナ・カリーナ」である。これは本人の発想・命名である。

## 評価
フリーライターの河野アミは、ティーナのボーカルについて「曲に込めた思いをいかに表現するかという点に全神経が注がれており、思いを届けたいという一途さ、懸命さ、熱意がストレートに伝わってくる」と評しており、ナタリーの川倉由起子も「人の心を動かす強いパワーが備わっていると思う」と発言している。
音楽評論家の富澤一誠は、「あんた」について「東日本大震災以降高まりを見せる故郷志向を背景に、大切な人を思うラブソングが求められている」とした上で、「方言で綴られた歌詞には『あなたが好きだ』という思いが凝縮されており、大切な人を大事にしようというメッセージがリスナーの潜在意識にまで届いている」と分析している。

## ディスコグラフィ

### シングル
| シングル | 発売日         | タイトル | 規格品番  | 最高位 |
| -------- | -------------- | -------- | --------- | ------ |
| 1st      | 2012年10月17日 | あんた   | ESCL-3990 | 98位   |
| 2nd      | 2013年5月29日  | あかん   | ESCL-4043 | 61位   |
| 3rd      | 2013年11月13日 | しもた   | DFCL-2045 | 146位  |

### アルバム
| アルバム | 発売日         | タイトル                          | 規格品番  | 最高位 |
| -------- | -------------- | --------------------------------- | --------- | ------ |
| 1st mini | 2012年9月12日  | ティーナ・カリーナ                | ESCL-3957 | 93位   |
| 1st full | 2013年12月11日 | 田中らボタモチ                    | DFCL-2048 | 80位   |
| 2nd full | 2015年4月15日  | 100年先もそばにいる               | DFCL-2121 | 193位  |
| カバー   | 2017年4月26日  | ひとり昭和歌謡祭 ベスト・アルバム | KICS-3491 |        |

### タイアップ
| 楽曲                | タイアップ                                                        |
| ------------------- | ----------------------------------------------------------------- |
| 輝いて              | POLA CMソング                                                     |
| Power of Love       | 東北労働金庫 CMソング                                             |
| あんた              | MBS他『DRESS』2012年9月度エンディング・テーマ                     |
| あんた              | tvk『saku saku』2012年9月度エンディング・テーマ                   |
| あんた              | 読売テレビ開局55周年記念ドラマ『泣いたらアカンで通天閣』主題歌    |
| あんた              | 日本テレビ系『ハッピーMusic』POWER PLAY                           |
| あかん              | 『Music B.B.』2013年6月度エンディング・テーマ                     |
| あかん              | チバテレ『MUSIC LAUNCHER』2013年6月度オープニング・テーマ         |
| あかん              | MBS『mm-TV』2013年6月度エンディング・テーマ                       |
| あかん              | MBS『女の子宣言! アゲぽよTV』2013年6月度エンディング・テーマ      |
| しもた              | 読売テレビ系全国ネット『情報ライブ ミヤネ屋』エンディング・テーマ |
| YELL                | トーエネック CMソング                                             |
| フリージア          | 全労済長野県本部 イメージCMソング                                 |
| いつかきっと        | テレビ朝日系『TRICK 新作スペシャル3』主題歌                       |
| 100年先もそばにいる | Canon「EOS Kiss X8i」 CMソング                                    |
| 笑いたいな          | ライフコーポレーション CMソング                                   |

## 出演

### テレビ
- 泣いたらアカンで通天閣 第1夜（読売テレビ、2013年3月25日） - 千子の同僚 役
- OH!バンデス（ミヤギテレビ、2015年4月3日 - 2016年3月31日） - 金曜コーナー「ミヤテレ45周年記念 歌街道中膝栗毛」
  - コーナー内で制作した楽曲
    - あなたの街へ
    - 石斛の花
    - 故郷
    - 道
- OH!バンデス（ミヤギテレビ、2015年4月8日 - ） - 金曜コーナー「なんでやねん⁉︎みやぎ解体新書」
- 熱烈!ホットサンド!（STV、2019年4月27日 - 5月11日） - 「ビックリドッキリツアーin仙台」仕掛け人

### ラジオ
- ティーナ・カリーナの「しゃべリーナ!かたリーナ!聞いてミーナ!」（JFN、2013年4月 - 2015年3月）
- COLORS（TBCラジオ、2014年8月 - 2018年9月） - 金曜コーナーレギュラー
- ティーナ・カリーナの「あんた」のお話、聞かせティーナ〜!（Date fm、2016年4月7日 - 2017年3月） - 「FLICK MOTION」木曜内包コーナー
- ホットハウス プレゼンツ ティーナ・カリーナのここがHome（TBCラジオ、2019年10月 - 2020年12月）
- WAVE4 yamagata music（Rhythm Station、2023年4月 - ）
- En∞Voyageフライデー2（tbcラジオ、2023年7月 - ）
- しゅーかん！ティーナ・カリーナ（tbcラジオ、2024年4月 - ）

### イベント
- ひとり昭和歌謡曲
- MIN-ON歌謡スペシャル「歌い継ぐ流行歌 昭和歌謡に魅せられて」 共演：純烈

他